# Neogotički spomenici u Zagrebu

## Povijesni kontekst - Zagreb u doba historicizma
Tijekom 19. stoljeća oblikovala se urbanistička jezgra današnjega Zagreba i tada nastaje i arhitektonsko lice središta grada. Grad doživljava preobrazbu iz omanjeg trgovačkog grada u grad srednje veličine brojeći 1847. godine 15 117 stanovnika
zahvaljujući akumulaciji kapitala te razvoju industrije. U skladu s tim naglim razvojem grada građevinarska djelatnost doživljava procvat u toj mjeri, kako navodi Lelja Dobronić u knjizi »Graditelji i izgradnja Zagreba u doba historijskih stilova«, da »količina i brzina izgradnje nadmašuju sve ono što su stvorila ranija stoljeća«.
Izgradnju Zagreba u prvoj polovici 19. stoljeća obilježava nekontrolirana gradnja stambenih kuća, odnosno neplanska izgradnja bez izdavanja građevinskih dozvola što se direktno odražava i na sam izgled grada, ali i na kvalitetu izgradnje; dijelovi proizvoljno građenih kuća i gospodarskih zgrada često su se i prije dovršetka izgradnje znale urušiti. Godine 1847. osniva se u Zagrebu »Odbor za poljepšanje grada« koji je trebao stati na kraj neplanskoj izgradnji jer je od tada svatko tko je htio izgraditi kuću trebao prvo dobiti odobrenje Odbora. Osim sprječavanja nekontroliranih izgradnji i proizvoljnih lociranja građevina Odbor za poljepšanje grada također je pokušavao smanjiti nered na zagrebačkim ulicama koje nisu bile popločene te nisu imale pločnike, a sam »grad nije imao kanalizacije ni vodovoda«, opisuje Dobronić, te je »nečistoća bila velika: hrpe smeća po ulicama bile su prepuštene vjetru i kiši, a na »Harmici« su stajale drvene mesnice iz kojih se širio smrad. U to je doba u središtu Zagreba bilo mnogo drvenih kuća koje su se tada počele postupno zamjenjivati sa zidanima. Nadalje, skoro svaka kuća je imala svoju staju za konje koji su bili jedina prometna sredstva stanovnika grada sve do 1891. kada se uvodi javni gradski promet u obliku konjskog tramvaja. Te su staje, kao i mnogobrojne gospodarske zgrade, smještene u uskim dvorištima u središtu grada, s vremenom pretvarane u stambene prostorije. Osim staja skoro svaka kuća morala je imati i vlastiti bunar kao bitan element u svakodnevnom opskrbljivanju kućanstava vodom prije uvođenja gradskog vodovoda.
Usprkos neplanskoj izgradnji i navedenim karakteristikama grada u prvoj polovici 19. stoljeća »podignuti su mnogi objekti, koji su utjecali na smjer pojedinih ulica i razvoj dijelova grada« pa je tako, objašnjava Dobronić, »(s)redišnji i glavni trg, Markov trg, dobio (...) svoj definitivniji oblik banskom palačom na zapadnoj strani i kazališnom zgradom na uglu Ćirilometodske ulice«. Mnoge građevine koje se podižu u Zagrebu tijekom 19. stoljeća grade se u historicističkom stilu. Historicizam, ili kako se još katkada naziva »historizam« javlja se u europskoj umjetnosti kao pojava koja nastaje porastom zanimanja za umjetničke oblike prošlih stilova koji se očituje uporabom prepoznatljivih motiva i elemenata prošlih stilova poput romanike, gotike ili renesanse te njihovim kombiniranjem s – za ono vrijeme – aktualnim oblikovanjem građevina.
Također u drugoj polovici 19. stoljeća dolazi do napretka grada kada se situacija počinje mijenjati donošenjem raznih propisa koji su utjecali na razvoj i fizionomiju Zagreba. Tako se prvim propisom iz 1850. godine ukidaju stare jurisdikcije te Zagreb postaje »kraljevski grad Zagreb«. Novi propisi kojima se nove kuće oslobađaju od plaćanja poreza u razdoblju od deset godina potakli su daljnji razvoj građevinarskih djelatnosti. Dana 4. siječnja 1857. godine izdaje se »Red građenja za zemaljski glavni grad Zagreb« − pravilnik o izgradnji i izgledu novih građevina te se u njemu najavljuje izrada prvog urbanističkog plana Zagreba, odnosno zahvaljujući njemu Zagreb je počeo poprimati svoj pravilni raspored ulica. »Devetnaesto je stoljeće«, ističe Dobronić, »najtemeljitije utjecalo na fizionomiju Zagreba: donijelo je plan izgradnje Donjega grada i izgrađivalo prema njemu, započelo je izgrađivati ljetnikovce po sjevernim šumovitim predjelima.  Ni stare dijelove Zagreba Gornji grad i Kaptol nije ostavilo netaknute. Osim gradnje i preobrazbe pojedinih kuća udarilo je svoj izraziti pečat najistaknutijim objektima tih naselja: katedrali i Markovoj crkvi«, najznačajnijim građevinama neogotičkoga stila u Zagrebu.

## Herman Bollé i neogotika u Zagrebu
Herman Bollé smatra se jednim od najznačajnijih arhitekata hrvatskog historicizma, a posebice je bio ključan u neogotičkim ostvarenjima 19. stoljeća u Hrvatskoj. Bollé je bio njemački arhitekt, no veliki je dio života proveo živeći i radeći u Hrvatskoj. Nakon studijskog putovanja po Italiji 1875. godine gdje se upoznaje s biskupom Josipom Jurjem Strossmayerom te povjesničarem umjetnosti Izidorom Kršnjavim, javlja se Bolléov interes prema Hrvatskoj kao plodnom području za osmišljavanje i ostvarivanje samostalnih projekata te se on definitivno nastanjuje u Zagrebu u studenome 1879.
Bolléovo zanimanje za neogotiku zacijelo je započelo tijekom njegova rada u ateljeu arhitekta Heinricha Wiethasea koji je radio u neogotičkom stilu. Ne treba zanemariti ni činjenicu da je Bollé svojih prvih 26 godina života proveo u Kölnu, gradu u kojem se gradila jedna od najvećih gotičkih katedrala u Europi, što je također moralo ostaviti trag u njegovom bavljenju neogotičkim stilom.
Zasigurno najveći utjecaj na Bolléa izvršio je arhitekt Friedrich Schmidt u čijem je bečkom ateljeu radio šest godina. Dragan Damjanović navodi da je »Bollé (...) bio angažiran na čitavom nizu njegovih neogotičkih građevina, (...) surađivao (je) na sve tri velike neogotičke crkve koje je Schmidt tada podizao u četvrtima Weissgärbern, Brigittenau i Fünfhaus prijestolnice Monarhije«
, (...) te »da je Bollé pomagao Schmidtu i na dva velika neogotička projekta izvan Beča − pri pregradnji neogotičke pošte u Baselu u Švicarskoj (1877. – 1880.) i na temeljitoj neogotičkoj restauraciji srednjovjekovnoga burga u Meranu, u Južnom Tirolu (1875. – 1878./1879.)«. Nadalje Damjanović ističe da su »(r)adovi na ovim građevinama, kao i od 1876. na opremi katedrale u Đakovu te na razradi projekata za crkvu svetog Marka i katedralu u Zagrebu, dodatno (...) proširili Bolléova znanja o gotici« te zaključuje da je »Schmidtov utjecaj na arhitektonski jezik Bolléove neogotike bio (...) golem«.
Projektirao je, izgradio i restaurirao mnogobrojne građevine u Zagrebu, ali je također djelovao i u ostatku Hrvatske; osobito u Slavoniji i središnjoj Hrvatskoj. Radio je na preko 70 građevina koje je oblikovao u različitim historicističkim stilovima od kojih neogotički stil zauzima jedno od najznačajnijih mjesta u njegovom opusu.

### Bolléove novogradnje u neogotičkom stilu

#### Samostan Magdalenki
Samostan Magdalenki na Josipovcu u Zagrebu (u Nazorovoj ulici) smatra se prvom Bolléovom realiziranom neogotičkom novogradnjom. Projekt samostana bio je već dovršen u proljeće 1879., a gradnja samostana trajala je svega nekoliko mjeseci te je već u prosincu 1879. zgrada bila posvećena. Na ožbukanom pročelju, raščlanjenom s lukovima i vijencima istaknutima u opeci, osobito se ističe stepeničasti zabat. Kapelica se nalazi u sklopu samostana i djelomično je pregrađena te je nadsvođena križno-rebrastim svodovima. Samostan je imao veoma važnu ulogu u Kršnjavijevim projektima obnove i u unapređenju obrta u Hrvatskoj jer su se u njemu školovale buduće redovnice i djevojke za razna umjetničko-zanatska zanimanja. Godine 1886. Hrvatska zemaljska vlada kupuje samostan te ga uređuje za sirotište. Danas je u zgradi samostana Magdalenki smješten Studijski centar socijalnog rada Pravnoga fakulteta.

#### Prebendarske kurije u Novoj Vesi
Tijekom 1881. godine Bollé gradi svoje prve kurije: dvije spojene prebendarske kuće na Novoj Vesi br. 5 i 5a, također u neogotičkom stilu. Željka Čorak ih u tekstu »Bollé u funkciji grada« opisuje kao »dvojnu i jedinstvenu građevinu«, uočavajući da su »portali i ukrasni zabati dviju kuća primaknuti jedan prema drugome, tako da prislanjanjem reprezentativnih elemenata nastaje novo, zajedničko središte koje iz dvokuće stvara dvorac«. Pročelje prebendarskih kurija izgrađeno je od opeke što je utjecalo na izgled dekorativnih elemenata te raščlambu samoga pročelja.

#### Kanonička kurija na Kaptolu
Kanoničku kuriju na Kaptolu br. 6 Bollé podiže 1882. godine za kanonika Ivana Mikovića te je, kako ističe Dragan Damjanović, »najbolje (...) Bolléovo ostvarenje među stambenim građevinama na Kaptolu«. 
Pročelje kanoničke kurije, poput prebendarskih spojenih kurija, također krasi fasadna opeka, a na njemu se osobito ističe središnji dio s rizalitno istaknutim portalom iznad kojeg se nalazi balkon, te trokutasti zabat u razini krova.

#### Kapelica sv. Križa
U neogotičkom stilu Bollé također podiže i kapelicu sv. Križa na Ilirskom trgu 1892. godine. Željka Čorak opisuje kapelicu kao »plastički otisak svoje urbane okoline. Ako joj se stoji sučelice, zamjećuje se da je pročelje toga mnogokutnog zdanja lomljeno tako da u os pogleda ne dolazi ploha, prozor oltara, nego čisti brid, ugaoni stup.

#### Nadogradnja kompleksa zagrebačkog sjemeništa
Osim izgradnji kurija Bollé 1880-ih godina radi i nadogradnju kompleksa zagrebačkog sjemeništa na Kaptolu koje je bilo djelomično stradalo u potresu. Zapadno krilo te dio sjevernog krila samo su obnovljeni, dok je preostali dio sjemeništa, dio sjevernog krila te cijelo istočno i južno krilo, ponovno podignut prema Bolléovim projektima od 1881. do 1882. godine. U sklopu istočnog krila od 1882. do 1883. godine Bollé podiže novu dvoetažnu kapelu u neogotičkome stilu. Za razliku od jednostavne donje etaže, gornja je etaža mnogo reprezentativnija sa svetištem nadsvođenim križno-rebrastim svodom u kombinaciji s brodom pokrivenim drvenim stropom i ukrašenim stiliziranim neogotičkim ornamentima. »Ovakav tip pokrova«, ističe Dragan Damjanović; »Bollé je preuzeo od Schmidta (...) – iz njegove crkve svete Brigitte u Brigittenauu« na kojoj je i sam radio u vrijeme rada u Schmidtovom ateljeu.

#### Zgrada evangeličke crkvene općine i crkva
U Donjem gradu Bollé podiže zgradu evangeličke crkvene općine s crkvom. Prvo se od 1881. do 1882. godine gradi zgrada općine sa školom za djecu evangelika, zatim se od 1882. do 1884. podiže u dvorištu zgrade općine crkva kao slobodnostojeći objekt. Crkva se posvećuje 1884. godine. Kako je sam Bollé bio evangelik radi projekt za gradnju sklopa besplatno. Opet je uočljiv utjecaj Schmidtove sv. Brigitte i to u detaljima kao što su okviri prozora, oblikovanje vijenaca ili tornja. Međutim bilo kakva sličnost sa svetom Brigittom gubi se u oblikovanju tlocrta – jer Bollé umjesto longitudinalne crkve gradi centralnu građevinu.

#### Župna crkva u Granešini
Nakon potresa 1880. godine kojime je stara crkva u Granešini gotovo potpuno bila uništena, uklanjaju se ostaci crkve. Za novu župnu crkvu u Granešini Bollé radi projekt u neogotičkome stilu te radovi započinju 1886. godine. Crkva se već posvećuje u studenome 1867. godine. Za ovu trobrodnu neogotičku crkvu karakteristična je kombinacija križno-rebrastih svodova u svetištu i bočnim brodovima s drvenim krovištem u glavnome brodu. Bollé detalje poput okvira prozora, okulusa, vijenaca te raščlambu portala izvodi u fasadnoj opeci.

### Bolléove restauracije u neogotičkom stilu

#### Zagrebačka katedrala
Godine 1884. Bollé daje svoj projekt obnove zagrebačke katedrale, najveće hrvatske sakralne građevine. Projekt obnove je uključivao i niz značajnih preinaka, kao i potpunu restauraciju katedrale koja je bila veoma oštećena nakon velikog potresa 1880. godine kada se »urušio svod nad svetištem, znatna su bila oštećenja rebara svodova u lađi, oštećenje stupova, raspukline zidova, zvonika, dakle na svim vitalnijim dijelovima građevine«. Bollé od 1880. do 1906. godine uklanja romaničke i barokne ostatke, a katedralu obnavlja u neogotičkom stilu. Bollé gradi dva tornja, po uzoru na raniji Schmidtov projekt obnove katedrale, ali Bolléovi su tornjevi, kako ističe Premerl, elegantniji i proporcionalniji. Nadalje, Bollé uklanja Vinkovićev portal i gradi novi, u neogotičkom stilu, te na zapadnome zidu dodaje galeriju i zabat.
Bollé značajno izmjenjuje oblik tijela građevine postavljajući jedinstveno krovišta broda i svetišta i izjednačavajući visinu svodova svetišta i broda, a u unutrašnjosti katedrale uklanja stupove između svetišta i bočnih kapela, uklanja ostatke empore i rastvara pogled na svetište. Također Bollé uklanja i barokne oltare uz stupove i zidove, ostavlja samo tri barokna oltara te vrijednu baroknu propovjedaonicu. U interijeru katedrale Bollé oblikuje oblikuje niz pojedinačnih predmeta i detalja, primjerice, oltare, svijećnjake, vitraje i crkveni namještaj.
Bolléova obnova katedrale izazvala je mnogobrojne kritike zbog pitanja zadiranja u povijesnu slojevitost zbog elemenata prijašnjih stilova koje Bollé uklanja iz katedrale.

#### Franjevačka crkva na Kaptolu
Jedan od spomenika u Zagrebu koji je također stradao u potresu 1880. godine jest franjevačka crkva na Kaptolu. Godine 1885. Herman Bollé započinje rad na restauraciji crkve te je obnavlja u neogotičkom stilu. Ruši se toranj i dvije godine iza potresa rade se uglavnom samo najnužniji popravci. Tijekom te iste godine Bollé nadograđuje zvonik s dvije etaže (svaka je bila visoka 18m) te kapom tornja visokom čak 25m. Nakon završetka izgradnje tornja 1886. godine, kreće se s obnovom svetišta crkve, koji je ujedno i preostali gotički dio crkve. Bollé pristupa restauraciji crkve s namjerom da povrati prvobitni izgled građevine te zbog toga uklanja pregrade kojim su bili zazidani donji dijelovi gotičkih prozora, rekonstruira središnje stupove prozora i njihova mrežišta te otvara još jedna prozor na južnoj strani svetišta. Na svodu svetišta zamjenjuju se polomljena rebra novima, a sam svod se nanovo ožbukava. Bollé miče glavni oltar iz svetišta i time otkriva pravokutne gotičke niše. Godine 1901. započinje se s radovima na brodu crkve, koji je bio u potpunosti pregrađen i nadsvođen križno-rebrastim svodovima. Na južnoj strani crkve otvaraju se novi prozori, zbog čega Bollé ruši jedan dio samostanskog krila.  U crkvi se nadograđuje novi kor, te se gradi sasvim novo glavno pročelje. Prema zadnjim arhitektovim projektima crkva je dekorativno oslikana i opremljena neogotičkom opremom, a posvećena je 1902. godine.

#### Crkva sv.Marka
Crkva sv. Marka također je stradala u velikom potresu 1880. godine. Restauracija crkve provodi se po projektu Friedricha Schmidta, kojemu u početku asistira Herman Bollé, a nakon prekida u radovima i sam preuzima rad na obnovi crkve. Znatno se mijenja vanjština crkve, pogotovo izgled zapadnog pročelja. Po projektu ruši se stara sakristija, sjeverna kapela sv. Felicijana, pjevalište te stubište za zvonik te se iznova izgrađuju. Uvećani prozori izvode se u gotičkom stilu, a gradi se i novo krovište koje je izvršilo bitan utjecaj na dimenzije crkve. Južni portal ostao je sačuvan, samo što je jače istaknut povišenim zabatom u novom krovištu. Schmidt i Bollé uklanjaju dvanaest baroknih oltara iz unutrašnjosti te ih mijenjaju oltarima u neogotičkom stilu. Na krovištu se postavlja pokrov od glazirana crijepa, a toranj s baroknim i renesansnim ostavljaju neizmijenjenim.

## Galerija
- Trg bana Jelčića, Zagreb, 1880., sjeverna strana
- Zagrebačka katedrala, kraj 19.st.

## Vanjske poveznice
- Historicizam u Zagrebu  Arhivirana inačica izvorne stranice od 24. prosinca 2013. (Wayback Machine)
- Zagrebačka katedrala, Glas koncila
- Samostan i crkva sv. Franje, Zagreb  Arhivirana inačica izvorne stranice od 24. prosinca 2013. (Wayback Machine)
- Pogled na školu i crkvu u Granešini 1961. godine, Večernji list, 25. studenog 2013.